# ۱۶۱۶ (میلادی)
۱۶۱۶ (میلادی) هزار و ششصد  و شانزدهمین سال تقویم میلادی است.

## رویدادها
- فتح تفلیس و نبرد گوگجه

## زادگان
- ۲۳ نوامبر – جان والیس، ریاضی‌دان بریتانیایی (د. ۱۷۰۳)

## درگذشتگان
- میگل د سروانتس : رمان‌نویس ، شاعر ، داستان‌نویس و نقاش اسپانیایی.
- ۲۵ ژوئیه – آندریاس لیباویوس، شیمی‌دان آلمانی (ز. ۱۵۵۵)